# Melanopolia lysida
Melanopolia lysida är en skalbaggsart som beskrevs av Dillon 1959. Melanopolia lysida ingår i släktet Melanopolia och familjen långhorningar. Inga underarter finns listade i Catalogue of Life.